# Festina lente (Pärt)
Festina lente est une œuvre du compositeur estonien Arvo Pärt écrite en 1988 pour un orchestre à cordes puis révisée en 1990.

## Structure
Festina lente est constitué d'un mouvement unique court écrit exclusivement dans une gamme de do majeur[réf. souhaitée] dont l'exécution dure environ 5 minutes 45 secondes. Le titre se rapporte à la maxime Festina lente (signifiant en latin « hâte-toi lentement ») de l'Empereur Auguste qui dans l'œuvre se caractérise par le tempo rapide dédié aux violons, moyen pour les altos, et lent pour les violoncelles et contrebasses.

## Discographie
- Sur le disque Miserere par l'Orchestre Bethoveenhalle de Bonn dirigé par Dennis Russell Davies, chez ECM Records, 1991.
- Sur le disque Collage par le Philharmonia Orchestra dirigé par Neeme Järvi, chez Chandos, 1993.
- Festina lente par le Tapiola Sinfonietta dirigé par Jean-Jacques Kantorow, chez BIS Records, 1996.